# Понтус Янтті
Понтус Ееро Янтті (фін. Pontus Eero Jäntti; народився 20 грудня 1968 у м. Гельсінкі, Фінляндія) — фінський бадмінтоніст. 
Учасник Олімпійських ігор 1992 в одиночному розряді. В першому раунді переміг Ясена Борісова з Болгарії 2:0. У другому раунді поступився Liu Jun з Китаю 0:2. Учасник Олімпійських ігор 1996 в одиночному розряді. У другому раунді поступився Joko Supriyanto з Індонезії 0:2.
Чемпіон Фінляндії в одиночному розряді (1987, 1988, 1989, 1990, 1991, 1992, 1993, 1998), в парному розряді (1987).
Переможець Scottish Open в одиночному розряді (1992, 1998).